# Деца са инвалидитетом
Деца са инвалидитетом су...деца која имају дугорочна физичка, ментална, интелектуална или чулна оштећења која у интеракцији са разним препрекама у окружењу могу ометати њихово пуно и ефикасно учешће у друштву на једнакој основи са другима (Конвенција о правима особа са инвалидитетом, члан 1). Деца са инвалидитетом и сметњама у развоју имају иста права и исте потребе као и друга деца. Они немају право само на заштиту и помоћ, већ и на пуно учешће у друштву, како би несметано изразила своје мишљење, учествовала у доношењу одлука које њих тичу, и добију инклузивно образовање и да буду заштићена од насиља и злостављања као и сви други грађани.

## Опште информације
Деца са инвалидитетом и сметњама у развоју спадају у једну од најосетљивијих група деце јер:
- теже приступају одговарајућим услугама,
- ретко достижу или одржавају задовољавајући ниво развоја и здравља,
- захтевају додатну подршку у области здравствене заштите, рехабилитације, социјалне заштите, образовања и васпитања
- одрастају претежно у породичном окружењу,
- развој и здравље им је често озбиљно угрожени.

Развој деце је динамичан процес којим се дете прогресивно креће од потпуне зависности од других у окружењу за све активности према физичкој, социјалној и психолошкој зрелости и независности у адолесценцији. У овом динамичком процесу функционисање детета зависи од континуираних интеракција са породицом или другим неговатељима у блиској, друштвеној средини. Код деце и младих постоје варијације у времену појаве телесних функција, структуре и стицања вештина повезаних са индивидуалним разликама у расту и развоју. Застоји у развоју функција, структура или капацитета можда неће бити трајни, али одражавају одложени развој односно сметње у развоју. Они се могу манифестовати у сваком домену (нпр. когнитивне функције, функције говора, функције бриге о себи, покретљивости/моторног развоја и комуникације), специфичне су за одређене године и под утицајем су физичких и психолошких фактора у окружењу. 
Искуства која деца са инвалидитетом имају у друштвеним институцијама увелико варирају у зависности од тога којим другим друштвеним категоријама припадају. На пример, дечаци са инвалидитетом и девојчице са инвалидитетом различито доживљавају инвалидитет.[118] Ово говори о концепту интерсекционалности, који објашњава да се различити аспекти идентитета особе (као што су пол, раса, сексуалност, религија или друштвена класа) укрштају и стварају јединствена искуства угњетавања и привилегија.  Конвенција Уједињених нација о правима особа са инвалидитетом разликује две врсте укрштања инвалидитета: раса-инвалидност и пол-инвалидност.  Међутим, постоји много више укрштања. Инвалидитет је различит за сваку особу; може бити видљива или невидљива, а вишеструка укрштања често произилазе из преклапајућих категорија идентитета. 
Иако је инвалидност најчешће трајна категорија он у континуитету може да варира у зависности од узраста деце и функционалних домена. У том смислу неки аутори предлажу да се инвалидитет деце  дефинише као...еколошки контекстуализовано ограничење у вези са здрављем и постојећим или новонасталим способностима детета да обављају развојно одговарајуће активности и учествују по жељи у друштву.

### Обликовање инвалидитета
Дефинисање инвалидитета као ограничења пре него здравствено стање само по себи истиче социјално и технолошки контекст појединца.
У свету са електричним инвалидским колицима, на пример дете са већом покретљивошћу ће бити мање инвалид него што би оно било иначе.
Из тога следи да дом и школска средине могу обликовати инвалидитет и да нове технологије могу или да ублаже али и да погоршавају инвалидитет, нпр. због техничких баријера.

## Епидемиологија
Према расположивим подацима процењује се да 3–22% деце у свету има неки вид сметњи у развоју.
Истраживање УНИЦЕФ-а показује да од  240 милиона деце са инвалидитетом и сметњама у развоју широм света 
- половина никада није похађала школу,

- једне трећине не једе довољно праве хране,

- несразмерно представљају многу од оне деце која су остављена.

Иза те статистике крију се безбројне приче, амбиције и препреке са којима се свакодневно суочавају деца са сметњама у развоју. 

## Права деце са инвалидитетом и сметњама у развоју
Потреба за заштитом и унапређењем права деце са инвалидитетом и сметњама у развоју је препозната у кровним међународним конвенцијама о правима особа са инвалидитетом (која је ратификована и од стране Републике Србије). У складу са овим конвенцијама о правима детета по први пут је од постанка света дефинисан законски оквир који се односи на права деце са инвалидитетом, на основу кога се уводи:
- забрана свих врста дискриминације на основу инвалидитета,
- обавезу обезбеђивања услуга за децу са инвалидитетом, како би им се омогућило да остваре највиши могући степен друштвене интеграције,
- унапређење приступа свим услугама и партиципацији у свим сферама живота.

Конвенција о правима особа са инвалидитетом, која посебно препознаје децу са инвалидитетом  и обавезује државе потписнице да:
- обезбеде остваривање права деце са инвалидитетом на равноправан начин са другом децом,
- промовишу њихов најбољи интерес,
- осигурају њихово право да се чују њихови интереси.

Изменом законских које се односе на децу са инвалидитетом и сметњама у развоју редефинисан је концепт  инвалидитета и промењен фокус друштва са медицинског модела који је био фокусиран на оштећење које треба лечити и недостатке појединца, ка социјалном моделу који инвалидитет посматра као последицу окружења (социјалног, физичког, програмског, културног) које постављањем баријера онемогућава пуну партиципацију особа и деце са инвалидитетом.

## Евиденција и њен значај
Да би државе могле да развијају, примењују и евалуирају политике и програме који треба да унапреде положај деце са инвалидитетом и сметњама у развоју, неопходни су им подаци о њиховом броју и положају. Успостављање Регистра деце са сметњама у развоју (који чини скуп података који обухвата све случајеве одређене болести или стања у дефинисаној популацији на одређеној територији, који су јавно доступни, али без личних података).у овом смислу представља испуњавање обавезе сваке државе потписнице Конвенција о правима особа са инвалидитетом, појединачно.
Рано препознавање сметњи у развоју и развојних одступања и обезбеђивање одговарајућих раних интервенција могу умањити тежину развојних сметњи које у одсуству интервенције могу довести до трајног инвалидитета. Учесталост привременог или трајног смањења функција се повећава са годинама.
Поуздани подаци о учесталости инвалидитета и сметњи у развоју код деце у Србији не постоје.
Идентификација сметњи у развоју и тешкоћа у функционисању у различитим доменима је важан предуслов за конципирање немедицинске подршке из система образовања или социјалне заштите, а која треба да омогући образовну или ширу друштвену инклузију детета. Сметње у развоју описане као интензитет тешкоћа у функционисању, омогућавају другим системима дефинисање мера подршке из својих надлежности. Процена функционалног статуса омогућава остваривање пуне партиципације и развоја деце и младих са сметњама у развоју и инвалидитетом.

## Превенција
Иако је велика пажња јавности и много ресурса данас усмерено на медицинска истраживања како би се идентификовали фактори ризика и ублажили симптома инвалидитета код поједине деце, она не успева да спрече инвалидитет. 
Stephen Rauch и Bruce Lanphear запажају, да шири фокус на утицаји животне средине који угрожавају читаве популације,  кроз елиминисање или контролу фактора ризика животне средине који могу повећавати преваленцију инвалидитета, треба да буде  кључ за превенцију многих поремећаја који доводе до инвалидитета деце. На то свакако указују нови докази ових истраживача који сугеришу да хемикалије које су обично коришћене у пластици могу имати суптилне, али озбиљне ефекте на развој детета, и да многе сметње потичу из сложене интеракције фактора ризика животне средине и генетска подложност.
У склопу наведених и сличних истраживања  скреће се пажње на друштвени или популацијски ниво интервенције које би се мање ослањале на медицинску и генетску технологију а више на политике и прописе који би смањили изложеност деце све присутним ризицима по животну средину. Примери укључују:
- обавезно тестирање нових хемикалија на развојну токсичност пре него што се ставе тржиште,
- законске прописе који одвајају стамбене заједнице од индустријских зона,о
- ограничења рекламирања нездравих производа, као што су дуван, алкохол и нездрава храна.
- дугорочна улагања и промене у друштвеном размишљању, и јасно  дефинисане исходе индивидуалних медицинских третмани.

На кратке стазе резултати ових мера се не могу уочит,  али на дуге стазе, тврде аутори бројних истраживања, такве интервенције би могле спречити многе од њиховог инвалидитета који сада муче милионе деце и одраслих.